# Vittorio Taddia
Vittorio Taddia (Pieve di Cento, 3 novembre 1937) è un ex calciatore italiano, di ruolo difensore.

## Caratteristiche tecniche
Poteva giocare sia come terzino che come mediano.

## Carriera
Cresciuto nella SPAL, dopo una stagione in prestito al Torremaggiore ha esordito in Serie A con i biancoazzuri il 19 ottobre 1958, nella partita Lazio-SPAL (3-0). Dopo un'ulteriore stagione in prestito alla Vis Pesaro, nell'autunno 1960 si trasferisce al Piacenza, militante in Serie C; disputa una prima annata da riserva, con 12 presenze, e viene confermato anche per il successivo campionato di Serie D, disputato da titolare.
Nel 1962 torna a militare in Serie C, con la Cremonese, a seguito di uno scambio con Riccardo Staffieri. Rimane in forza ai grigiorossi per tre stagioni, tutte in terza serie, e nel 1965 viene posto in lista condizionata. Prosegue la carriera in Serie D giocando per due anni nell'Acireale e per tre nel Progresso Castelmaggiore.